# 幹探群英
《幹探群英》（英文：The Crime File），是香港無綫電視1991年拍攝的電視連續劇，由13個單元故事組成，監製彭濟材。

## 劇情簡介
新任幫辦歐陽錦源是一學院派出身的年輕人，他初入重案組，與性格火爆的探員王偉碩、滋油淡定的甘旺格格不入，時有衝突，但在輯拿悍匪丁木的事件中，三人發展出惺惺相惜，英雄重英雄的同胞之愛。
女警方靜敏外剛內柔，對王偉碩的粗豪性格初時頗不以為然，但對其頤指氣使卻逆來順受，某次兩人終於大打出手，自此以後，二人竟踏上愛情之路。
而幹探們在屢建大功之餘，在感情方面亦有進展及變化，歐陽錦源與女友錢樂兒分手；甘旺在一次收保護費的案中與前女友玲重拾舊歡。眾人又對警署餐廳老闆女兒梁月明極盡關懷愛護，令她從罪惡邊緣重回父親懷抱。
最後，王偉碩在一次捉拿大毒犯案中，揭發一段家庭恩怨，原來其契爺不但是大毒梟，更是其殺父仇人！究竟碩能否逮捕其契爺？而眾人在愛情路上是否如意？

## 各集單元
| 集數 | 單元主題         |
| ---- | ---------------- |
| 1    | 犂庭掃穴         |
| 2    | 紅星五四         |
| 3    | 火網柔情         |
| 4    | 虎穴追擊（上集） |
| 5    | 虎穴追擊（下集） |
| 6    | 烈血胭脂（上集） |
| 7    | 烈血胭脂（下集） |
| 8    | 迷幻青春         |
| 9    | 偽證情真         |
| 10   | 城市煞星（上集） |
| 11   | 城市煞星（下集） |
| 12   | 情義邊緣（上集） |
| 13   | 情義邊緣（下集） |

## 演員表

### 主要演員
- 甄子丹 飾 王偉碩
- 黃一飛 飾 亞　九
- 郭德信 飾 孔　發
- 李成昌 飾 甘　旺
- 蔡國慶 飾 陸昌泰
- 何嘉麗 飾 方靜敏
- 黃愛珊 飾 歐陽寶
- 關禮傑 飾 歐陽錦源
- 謝月美 飾 歐陽母
- 關寶慧 飾 錢樂兒
- 郭政鴻 飾 成
- 王　偉 飾 寬　叔
- 陳　蕊 飾 程冬冬

### 其他演員
- 古志明 飾 C.I.D.
- 劉煒全 飾 C.I.D./David
- 鄭君寧 飾 C.I.D.
- 彭峻輝 飾 軍　裝
- 馬健聰 飾 軍　裝

### 犂庭掃穴
- 雷德偉 飾 小　丑
- 鄧丹尼 飾 小　丑
- 古瑞坤 飾 小　丑
- 張　韻 飾 途　人
- 溫雙燕 飾 母　親
- 侯振宇 飾 兒　子
- 黃健鋒 飾 警　察
- 鄭　義 飾 匪　徒
- 凌志華 飾 匪　徒
- 陳漢強 飾 車房仔
- 林楚華 飾 車房仔
- 黃成想 飾 部　長
- 方偉明 飾 泊車員
- 葉志華 飾 途　人
- 郭敏芳 飾 途　人

### 紅星五四
- 梁欽棋 飾 專　家
- 區瑞偉 飾 丁　木
- 趙學而 飾 女顧客
- 黎秀英 飾 女顧客
- 高天鳳 飾 女顧客
- 謝敏儀 飾 職　員
- 劉鳳娟 飾 職　員
- 石　 飾 經　理
- 鄭　莊 飾 途　人
- 古瑞坤 飾 護衛員
- 鄒　靜 飾 狗仔隊A
- 孫志強 飾 狗仔隊B
- 陳健得 飾 狗仔隊C
- 應善然 飾 狗仔隊D
- 薛　峻 飾 軍火甲
- 許志佳 飾 軍火乙
- 蔡宗榮 飾 雄
- 林志泰 飾 雄手下
- 林韋辰 飾 標
- 林嘉麗 飾 職　員
- 張百賢 飾 職　員
- 萬梓豐 飾 職　員
- 祝文君 飾 Sandy
- 周煥培 飾 經　理
- 楓 飾 老娘
- 劉樑發 飾 談判專家
- 郭敏芳 飾 途　人
- 李　健 飾 飛虎隊
- 張北雲 飾 飛虎隊
- 楊健武 飾 飛虎隊
- 鄭志罡 飾 飛虎隊
- 蔣乘風 飾 飛虎隊
- 袁龍駒 飾 飛虎隊
- 夏國榮 飾 飛虎隊
- 鄧友祺 飾 飛虎隊

### 火網柔情
- 商天娥 飾 陳芷玲
- 張鴻昌 飾 馬英偉
- 吳瑞庭 飾 大口鍋
- 關　菁 飾 甩毛輝
- 曾耀明 飾 CID

### 虎穴追擊
- 陶大宇 飾 波
- 駿　雄 飾 光
- 黃澤民 飾 立
- 江明輝 飾 毛
- 譚一清 飾 張志民
- 祝文君 飾 Candy
- 張百賢 飾 Peter
- 陳慧瑜 飾 鄉村婦人
- 朱承彩 飾 張　太
- 容嘉麗 飾 Petty
- 韓　俊 飾 李Sir
- 博　君 飾 CID達
- 黃健峰 飾 CID智
- 陳勉良 飾 白粉友
- 呂劍光 飾 程　父

### 烈血胭脂
- 馮瑞珍 飾 黃玉銀
- 王偉樑 飾 阿　麥
- 劉　江 飾 羅　昆
- 陳法蓉 飾 朱玉芬（Grace）
- 李海生 飾 徐　照
- 駱應鈞 飾 王志良
- 虞天偉 飾 宮本先生
- 李耀敬 飾 亞　俊
- 蕭山仁 飾 昌　哥
- 何禮男 飾 亞　七
- 陳中堅 飾 權　叔

### 迷幻青春
- 劉玉翠 飾 Flora
- 胡櫻汶 飾 梁月明（Maggie）
- 胡越山 飾 Jacky
- 承　恩 飾 梁　峰
- 香城雪子 飾 Paula
- 李慧初 飾 Judy
- 鄭　莊 飾 Amy
- 馮敏明 飾 Stella
- 周惠瑜 飾 Anita
- 黃宗賜 飾 亞　強
- 鄧煜榮 飾 嫖　客
- 李衛民 飾 亞　雄
- 陳勉良 飾 Flora父
- 余慕蓮 飾 Flora母
- 劉鳳娟 飾 交貨人

### 偽證情真
- 蔡欣樺 飾 達　母
- 朱鐵和 飾 江　彪
- 王維德 飾 江小龍
- 黃文標 飾 丁利貴
- 黎耀祥 飾 馬年明

### 城市煞星
- 顏國樑 飾 馮偉強
- 李文彪 飾 德
- 吳國敬 飾 Paul
- 黃靜宜 飾 菁
- 李綺霞 飾 麗（白成東妻）
- 田　青 飾 白成東
- 方　傑 飾 祥
- 何昭傑 飾 保　鏢
- 楊健武 飾 油脂飛
- 周　忻 飾 油脂飛

### 情義邊緣
- 陳　敬 飾 方大虎
- 衛　昇 飾 賭　客
- 李漢城 飾 賭　客
- 譚俊雄 飾 荷　官
- 余袁穩 飾 打手甲
- 劉　允 飾 打手乙
- 楊得時 飾 阿　超
- 關子標 飾 華　叔
- 梁健平 飾 男
- 西川千秋 飾 女　友
- 黃瑋琳 飾 變態男子
- 莫燕嫦 飾 女事主
- 柳影虹 飾 阿　嫻
- 歐陽莎菲 飾 阿　麻
- 廖見玲 飾 阿May
- 黃成想 飾 部　長
- 曾健明 飾 碩　父
- 何健威 飾 碩童年
- 吳仕德 飾 阿　強
- 林道權 飾 堅
- 陳潤枝 飾 財　叔
- 焦　雄 飾 彪
- 侯慰雲 飾 阿　珍
- 陳文好 飾 寬之工人
- 胡芳齡 飾 寬之工人
- 陳鳳冰 飾 嫣　姐
- 劉樑發 飾 指揮專家
- 謝敏儀 飾 護　士
- 區　嶽 飾 金舖老板
- 麥子洋 飾 金舖店員
- 賴榮顯 飾 金舖店員
- 何鳳儀 飾 師　奶
- 方　如 飾 師　奶
- 周　凌 飾 師　奶
- 張德榮 飾 越南仔
- 蘇綺玲 飾 空　姐
- 趙學而 飾 空　姐
- 譚兆明 飾 甲
- 戴少民 飾 乙